# Чемпионат Республики Корея по футболу
Профессиона́льная футбо́льная ли́га Коре́и, или Кей-ли́га 1 (кор. K리그1, англ. K League 1) — высший футбольный дивизион Южной Кореи. Одна из сильнейших лиг Азии .

## Организация
В соревновании принимают участие 12 профессиональных клубов. Чемпионат проводится в два этапа. На первой стадии все клубы играют между собой в два круга. Среди них выявляется 6 сильнейших. На втором этапе один за другим играются следующие матчи:
- матчи между командами, занявшими четвёртое и пятое, и третье и шестое места;
- матч между победителями указанных пар;
- полуфинал: матч лучшей команды из первоначально занявших третье-шестое места с клубом, занявшим на первом этапе второе место (проигравший полуфиналист получает «бронзу» чемпионата);
- матч двух оставшихся команд за звание чемпиона[1].

Описанный порядок проведения соревнования вступил в силу в 2007 году.

#### Изменение команд в классе
Ниже К-лиги в южнокорейской иерархии футбола располагается полупрофессионально-любительская Национальная лига Кореи с 15 командами, а на третьем уровне стоит любительская К 3 лига (17 клубов). Чётко оговоренных спортивных правил перехода из К-лиги в Национальную лигу и обратно нет. Переходы случаются крайне редко, поскольку для попадания в K-лигу команда Национальной лиги должна соответствовать строгим требованиям, касающимся инфраструктуры и финансовой обеспеченности.

## История соревнования
Профессиональная лига в Республике Корея появилась в 1983 году под названием Корейская Супер Лига. В неё вошли 5 клубов-основателей. Этими клубами были «Аллилуйя» (Иксан) (кор. 할렐루야) — ныне «Коян Эйч», «Юкон Кхоккири» (кор. 유공 코끼리) — ныне «Чеджу Юнайтед», «ПОСКО Долфинс» (кор. 포항제철 돌핀스) — ныне «Пхохан Стилерс», «Дэу Ройялс» (кор. 대우 로얄즈) — ныне «Пусан Ай Парк», «Кукмин Банк» (кор. 국민은행) — ныне «Коян Кукмин Банк». «Аллилуйя» стал первым чемпионом страны.
В 1998 году профессиональная лига была реформирована, и обрела нынешнее название — Кей-лига. С момента основания лига расширилась с 5 до 16 членов. Лишь «Юкон Кхоккири», «ПОСКО Долфинс» и «Дэу Ройялс» остались в К-лиге (сменив названия); «Кукмин Банк» снялся с Супер Лиги по окончании сезона 1984 года, а «Аллилуйя» последовала их примеру спустя год.

## Команды в сезоне 2024
| Команда             | Город    | Стадион                    | Дебют | Непрерывное участие в чемпионате | Сезоны в Кей-лиге 1 | Последнее чемпионство |
| ------------------- | -------- | -------------------------- | ----- | -------------------------------- | ------------------- | --------------------- |
| ФК Тэгу             | Тэгу     | DGB Daegu Bank Park        | 2003  | 2017-                            | 19                  | —                     |
| Тэджон Хана Ситизен | Тэджон   | Тэджон уорлд кап стадиум   | 1997  | 2023-                            | 20                  | —                     |
| ФК Канвон           | Канвондо | Стадион Каннын             | 2009  | 2017-                            | 13                  | —                     |
| Кимчхон Санму       | Кимчхон  | Стадион Кимчхон            | 2022  | 2024-                            | 2                   | —                     |
| ФК Кванджу          | Кванджу  | Футбольный стадион Кванджу | 2011  | 2023-                            | 9                   | —                     |
| Инчхон Юнайтед      | Инчхон   | Инчхон Футбол Стэдиум      | 2004  | 2004-                            | 20                  | —                     |
| Чеджу Юнайтед       | Чеджу    | Чеджу уорлд кап стадиум    | 1983  | 2021-                            | 41                  | 1989                  |
| Чонбук Хёндэ Моторс | Чонджу   | Чонджу уорлд кап стадиум   | 1995  | 1995-                            | 30                  | 2021                  |
| Пхохан Стилерс      | Пхохан   | Стил Ярд                   | 1983  | 1983-                            | 42                  | 2013                  |
| ФК Сеул             | Сеул     | Сеул уорлд кап стадиум     | 1984  | 1984-                            | 41                  | 2016                  |
| ФК Сувон            | Сувон    | Стадион Сувон              | 2016  | 2021-                            | 5                   | —                     |
| Ульсан Хёндэ        | Ульсан   | Ульсан Мунсу               | 1984  | 1984-                            | 41                  | 2023                  |

## Последние 10 чемпионатов
| Чемпионат Республики Корея по футболу | Чемпионат Республики Корея по футболу | Чемпионат Республики Корея по футболу | Чемпионат Республики Корея по футболу |
| Сезон                                 | Победитель                            | 2-е место                             | 3-е место                             |
| ------------------------------------- | ------------------------------------- | ------------------------------------- | ------------------------------------- |
| 2016[en]                              | Сеул                                  | Чонбук Хёндэ Моторс                   | Чеджу Юнайтед                         |
| 2017[en]                              | Чонбук Хёндэ Моторс                   | Чеджу Юнайтед                         | Сувон Самсунг Блууингс                |
| 2018                                  | Чонбук Хёндэ Моторс                   | Кённам                                | Ульсан Хёндэ                          |
| 2019                                  | Чонбук Хёндэ Моторс                   | Ульсан Хёндэ                          | Сеул                                  |
| 2020                                  | Чонбук Хёндэ Моторс                   | Ульсан Хёндэ                          | Пхохан Стилерс                        |
| 2021                                  | Чонбук Хёндэ Моторс                   | Ульсан Хёндэ                          | Тэгу[en]                              |
| 2022                                  | Ульсан Хёндэ                          | Чонбук Хёндэ Моторс                   | Пхохан Стилерс                        |
| 2023[en]                              | Ульсан Хёндэ                          | Пхохан Стилерс                        | Кванджу[en]                           |
| 2024                                  | Ульсан Хёндэ                          | Канвон[en]                            | Кимчхон Санму                         |
| 2025[en]                              | турнир проходит в настоящее время     | турнир проходит в настоящее время     | турнир проходит в настоящее время     |

## Список победителей
- 1983[en] — Аллилуйя[en]
- 1984[en] — Пусан Ай Парк
- 1985[en] — Сеул
- 1986[en] — Пхохан Стилерс
- 1987[en] — Пусан Ай Парк
- 1988[en] — Пхохан Стилерс
- 1989[en] — Чеджу Юнайтед
- 1990[en] — Сеул
- 1991[en] — Пусан Ай Парк
- 1992[en] — Пхохан Стилерс
- 1993[en] — Соннам
- 1994[en] — Соннам
- 1995[en] — Соннам
- 1996[en] — Ульсан Хёндэ
- 1997[en] — Пусан Ай Парк
- 1998[en] — Сувон Самсунг Блууингс
- 1999[en] — Сувон Самсунг Блууингс
- 2000[en] — Сеул
- 2001[en] — Соннам
- 2002[en] — Соннам
- 2003[en] — Соннам
- 2004[en] — Сувон Самсунг Блууингс
- 2005[en] — Ульсан Хёндэ
- 2006[en] — Соннам
- 2007[en] — Пхохан Стилерс
- 2008[en] — Сувон Самсунг Блууингс
- 2009[en] — Чонбук Хёндэ Моторс
- 2010[en] — Сеул
- 2011[en] — Чонбук Хёндэ Моторс
- 2012 — Сеул
- 2013 — Пхохан Стилерс
- 2014 — Чонбук Хёндэ Моторс
- 2015 — Чонбук Хёндэ Моторс
- 2016[en] — Сеул
- 2017[en] — Чонбук Хёндэ Моторс
- 2018 — Чонбук Хёндэ Моторс
- 2019 — Чонбук Хёндэ Моторс
- 2020 — Чонбук Хёндэ Моторс
- 2021 — Чонбук Хёндэ Моторс
- 2022 — Ульсан Хёндэ
- 2023[en] — Ульсан Хёндэ
- 2024 — Ульсан Хёндэ
- 2025[en] — турнир проходит в настоящее время

## Список чемпионов
- Чонбук Хёндэ Моторс — 9 (2009, 2011, 2014, 2015, 2017, 2018, 2019, 2020, 2021)
- Соннам — 7 (1993, 1994, 1995, 2001, 2002, 2003, 2006)
- ФК Сеул — 6 (1985, 1990, 2000, 2010, 2012, 2016)
- Пхохан Стилерс — 5 (1986, 1988, 1992, 2007, 2013)
- Ульсан Хёндэ — 4 (1996, 2005, 2022, 2023)
- Пусан Ай Парк — 4 (1984, 1987, 1991, 1997)
- Сувон Самсунг Блюуингз — 4 (1998, 1999, 2004, 2008)
- Аллилуйя — 1 (1983)
- Чеджу Юнайтед — 1 (1989)